# Isuzu Hombre
A Isuzu Hombre é uma variação da Chevrolet S10 vendida pela Isuzu no mercado norte-americano no período de 1996 a 2000, montada no estado da Louisiana, nos EUA, com o mesmo aspecto da S10 brasileira. A Isuzu Hombre era disponível apenas nas versões cabine simples e cabine estendida.

## Motorização[1]
- DOHC 14 2.2L de 110 ou 220CV
- OHV V6 4.3L de 175 ou 190CV